# IC 3059
IC 3059 ist eine Irreguläre Galaxie vom Hubble-Typ Im im Sternbild Coma Berenices am Nordsternhimmel. Sie ist schätzungsweise 9 Millionen Lichtjahre von der Milchstraße entfernt. Die Entfernungsmessungen basierend auf den Radialgeschwindigkeiten stimmen nicht mit den rotverschiebungsunabhängigen Entfernungsschätzungen von 63 ± 19 Millionen Lichtjahren überein. Unter der Katalognummer VCC 126 zählt sie zum Virgo-Galaxienhaufen.
Im selben Himmelsareal befinden sich u. a. die Galaxien IC 3054, IC 3062, IC 3066, IC 3073.
Das Objekt wurde am 7. Mai 1904 von Royal Harwood Frost entdeckt.